# 昭容
昭容是中國、朝鮮後宮嬪御等級之一，始見於中國南朝劉宋，後傳至朝鮮。

## 中國
南朝劉宋孝建三年家孝武皇帝刘骏改制後，昭容位號為九嬪之一。之後南朝各政權沿用。北朝方面則有北齊設昭容，為八十一御女之一。隋朝廢止。唐朝再設昭容，為九嬪之一，正二品，唐高宗后廢除（中宗时一度恢复）。至五代後唐莊宗李存勗再設昭容。宋朝、金朝亦設昭容，為九嬪之一。元朝不设。明朝初年，设有昭容。明朝中期之后不再使用。

### 人物
唐中宗昭容：上官婉儿

## 朝鮮
朝鮮王朝昭容為正三品內命婦，地位次於昭儀、淑儀，而在淑容之上。